# Wahlen 1878
◄◄ | ◄ | 1874 | 1875 | 1876 | 1877 | Wahlen 1878 | 1879 | 1880 | 1881 | 1882 | ► | ►►

Weitere Ereignisse
Die Liste der Wahlen 1878 umfasst Parlamentswahlen, Präsidentschaftswahlen, Referenden und sonstige Abstimmungen auf nationaler und subnationaler Ebene, die im Jahr 1878 weltweit abgehalten wurden.
Das damalige Wahlrecht entsprach typischerweise nicht den Wahlrechtsgrundsätzen der direkten, geheimen und gleichen Wahl. Zeittypisch waren oft nur kleine Teile der Bevölkerung wahlberechtigt, ein Frauenwahlrecht gab es nur eingeschränkt.

## Termine
| Land               | Datum             | Link zur Wahl 1878                                       | Link zur letzten Wahl | Bemerkung                                                                                           |
| ------------------ | ----------------- | -------------------------------------------------------- | --------------------- | --------------------------------------------------------------------------------------------------- |
| Liechtenstein      | 16. Apr.–30. Apr. | Landtagswahl in Liechtenstein                            | 1877                  | Erste Wahl, nach der Verfassungsänderung, bei der Liechtenstein in zwei Wahlkreise aufgeteilt wurde |
| Vereinigte Staaten | 3. Juni           | Wahl zum Repräsentantenhaus der Vereinigten Staaten 1878 | 1876                  | |
| Deutsches Reich    | 30. Juli          | Reichstagswahl 1878                                      | 1881                  | sogenannte Attentatswahl, Neuwahl nach vorzeitiger Auflösung des Reichstages am 11. Juni            |
| Österreich-Ungarn  | 5.–14. Aug.       | Parlamentswahl in Ungarn 1878                            | 1875                  | |
| Kanada             | 17. September     | Kanadische Unterhauswahl 1878                            | 1874                  | |
| Schweiz            | 27. Oktober       | Schweizer Parlamentswahlen 1878                          | 1875                  | |